# Liste der Kulturdenkmale in Westerau
In der Liste der Kulturdenkmale in Westerau sind alle Kulturdenkmale der schleswig-holsteinischen Gemeinde Westerau (Kreis Stormarn) und ihrer Ortsteile aufgelistet (Stand: 10. März 2025).

## Legende
In den Spalten befinden sich folgende Informationen:
- Objekt-ID: die Nummer des Kulturdenkmales
- Lage: die Adresse des Kulturdenkmales und die geographischen Koordinaten. Kartenansicht, um Koordinaten zu setzen. In der Kartenansicht sind Kulturdenkmale ohne Koordinaten mit einem roten Marker dargestellt und können in der Karte gesetzt werden. Kulturdenkmale ohne Bild sind mit einem blauen Marker gekennzeichnet, Kulturdenkmale mit Bild mit einem grünen Marker.
- Offizielle Bezeichnung: Bezeichnung des Kulturdenkmales
- Beschreibung: die Beschreibung des Kulturdenkmales
- Bild: ein Bild des Kulturdenkmales

## Sachgesamtheiten
| Objekt-ID      | Lage                                                                        | Offizielle Bezeichnung | Beschreibung | Bild                             |
| -------------- | --------------------------------------------------------------------------- | ---------------------- | --- | -------------------------------- |
| 35266 Wikidata | Trenthorst 15, 17–17a, 19–21, 32, Trenthorst (53° 47′ 30″ N, 10° 31′ 50″ O) | Gut Trenthorst         | Gut Trenthorst; ab 1372; zunächst zum Lübschen Domkapitel gehörig, mehrere Eigentümerwechsel, heute Bundesforschungsanstalt; an der Nordostseite des Mühlenteichs gelegene Gutsanlage, Umgestaltung der Gesamtanlage ab 1910, mehrheitlich Neubauten im Heimatschutzstil; zur Sachgesamtheit gehören das ehem. Herrenhaus, der als Torhaus oder Karree bezeichnete Wirtschaftshof, Wohnhäuser sowie die alles erschließende Pflasterstraße in Ost-West-Erstreckung - Begründung: geschichtlich, künstlerisch, städtebaulich, Kulturlandschaft prägend - Schutzumfang: Torhaus (sog. Karreegebäude), ehem. Herrenhaus, Doppelhaus (Trenthorst 17-17a), Wohnhaus (Trenthorst 15), Granitpflasterstraße | weitere Fotos \| Fotos hochladen |

## Bauliche Anlagen
| Objekt-ID      | Lage                                             | Offizielle Bezeichnung               | Beschreibung | Bild                             |
| -------------- | ------------------------------------------------ | ------------------------------------ | --- | -------------------------------- |
| 3892 Wikidata  | Neue Straße 2 (53° 46′ 32″ N, 10° 29′ 5″ O)      | Ehemalige Armenkate                  | Alteintragung (Aktualisierung vorgesehen) - Begründung: geschichtlich, städtebaulich - Schutzumfang: gesamtes Objekt - Denkmaltyp: Bauliche Anlage | BW                               |
| 27303 Wikidata | Trenthorst 17–17a (53° 47′ 31″ N, 10° 31′ 53″ O) | Doppelhaus                           | Doppelhaus; wohl 1914, Architekt Walther Eduard Heubel; eingeschossiger, traufständiger Ziegelbau mit pfannengedecktem Halbwalmdach, zweiachsiger übergiebelter Mittelrisalit, achsensymmetrische Gestaltung, Giebelflächen mit vorkragendem Fachwerk - Begründung: geschichtlich, künstlerisch, städtebaulich - Schutzumfang: gesamtes Objekt - Denkmaltyp: Bauliche Anlage, Sachgesamtheit: Gut Trenthorst | BW                               |
| 2750 Wikidata  | Trenthorst 19–21 (53° 47′ 33″ N, 10° 31′ 57″ O)  | Torhaus (sogenanntes Karreegebäude)  | Alteintragung (Aktualisierung vorgesehen) - Begründung: geschichtlich, künstlerisch, städtebaulich, Kulturlandschaft prägend - Schutzumfang: gesamtes Äußeres - Denkmaltyp: Bauliche Anlage, Sachgesamtheit: Gut Trenthorst | Fotos hochladen                  |
| 27304 Wikidata | Trenthorst 32 (53° 47′ 29″ N, 10° 32′ 1″ O)      | Ehemaliges Herrenhaus                | ehem. Herrenhaus; im Kern um 1800, 1919 Neugestaltung durch Robert Struh; zweigeschossiger, verputzter Massivbau mit Mansardwalmdach auf L-förmigem Grundriss, figürliche Bleiglasfenster an Ostfassade um 1930 von Karl Hölle, mit Aussichtsturm - Begründung: geschichtlich, städtebaulich - Schutzumfang: gesamtes Äußeres - Denkmaltyp: Bauliche Anlage, Sachgesamtheit: Gut Trenthorst | Fotos hochladen                  |
| 27305 Wikidata | Trenthorst 34 (53° 47′ 19″ N, 10° 32′ 4″ O)      | ehem. Försterhaus                    | ehem. Försterhaus; um 1915, Architekt Walther Eduard Heubel; eingeschossiger, traufständiger Ziegelbau unter Halbwalmdach in Hartdeckung, Fachwerkgiebel, Vorbauten an Vor- und Rückseite, Rotwildtrophäe, Fledermausgauben; Nebengebäude - Begründung: geschichtlich, künstlerisch, städtebaulich - Schutzumfang: ehem. Försterhaus, Nebengebäude - Denkmaltyp: Bauliche Anlage | BW                               |
| 1283 Wikidata  | Wulmenau (53° 46′ 8″ N, 10° 31′ 9″ O)            | Gut Wulmenau: Dreiflügel-Stallanlage | Alteintragung (Aktualisierung vorgesehen) - Begründung: Alteintragung (Aktualisierung vorgesehen) - Schutzumfang: Alteintragung (Aktualisierung vorgesehen) - Denkmaltyp: Bauliche Anlage | BW                               |
| 1286 Wikidata  | Wulmenau (53° 46′ 10″ N, 10° 31′ 5″ O)           | Gut Wulmenau: Bullenstall            | Alteintragung (Aktualisierung vorgesehen) - Begründung: Alteintragung (Aktualisierung vorgesehen) - Schutzumfang: Alteintragung (Aktualisierung vorgesehen) - Denkmaltyp: Bauliche Anlage | BW                               |
| 1287 Wikidata  | Wulmenau (53° 46′ 9″ N, 10° 31′ 3″ O)            | Gut Wulmenau: Jungviehstall          | Alteintragung (Aktualisierung vorgesehen) - Begründung: Alteintragung (Aktualisierung vorgesehen) - Schutzumfang: Alteintragung (Aktualisierung vorgesehen) - Denkmaltyp: Bauliche Anlage | BW                               |
| 27311 Wikidata | Wulmenau 3 (53° 46′ 42″ N, 10° 31′ 21″ O)        | Ehemalige Schule                     | Alteintragung (Aktualisierung vorgesehen) - Begründung: Alteintragung (Aktualisierung vorgesehen) - Schutzumfang: Alteintragung (Aktualisierung vorgesehen) - Denkmaltyp: Bauliche Anlage | BW                               |
| 27312 Wikidata | Wulmenau 3 (53° 46′ 43″ N, 10° 31′ 23″ O)        | Lehrerwohnhaus                       | Alteintragung (Aktualisierung vorgesehen) - Begründung: Alteintragung (Aktualisierung vorgesehen) - Schutzumfang: Alteintragung (Aktualisierung vorgesehen) - Denkmaltyp: Bauliche Anlage | BW                               |
| 27313 Wikidata | Wulmenau 3 (53° 46′ 42″ N, 10° 31′ 22″ O)        | Stallgebäude                         | Alteintragung (Aktualisierung vorgesehen) - Begründung: Alteintragung (Aktualisierung vorgesehen) - Schutzumfang: Alteintragung (Aktualisierung vorgesehen) - Denkmaltyp: Bauliche Anlage | BW                               |
| 1455 Wikidata  | Wulmenau 8 (53° 46′ 38″ N, 10° 31′ 14″ O)        | Wasserturm                           | Der 20 m hohe Turm steht auf quadratischem Grundriss von 36 m² Grundfläche. Das Sockelgeschoss ist aus Feldsteinen gemauert. Die Stahlbetonkonstruktion darüber wurde mit Betonputz versehen. Die drei Geschosse unterhalb des Behältergeschosses zeigen jeweils drei Fenster auf jeder Gebäudeseite. Die Wand ist durch Lisenen strukturiert. Alteintragung (Aktualisierung vorgesehen) - Begründung: Alteintragung (Aktualisierung vorgesehen) - Schutzumfang: Alteintragung (Aktualisierung vorgesehen) - Denkmaltyp: Bauliche Anlage | weitere Fotos \| Fotos hochladen |